# 6432 Temirkanov
6432 Temirkanov è un asteroide della fascia principale. Scoperto nel 1975, presenta un'orbita caratterizzata da un semiasse maggiore pari a 3,0745899 UA e da un'eccentricità di 0,1176818, inclinata di 4,12451° rispetto all'eclittica.
Prende il nome di Yurij Khatuevich Temirkanov (nato nel 1938), un direttore d'orchestra russo.